# Juliusz Iskierski
Juliusz Iskierski (ur. 31 maja 1852 we Lwowie, zm. 13 czerwca 1916 w Wiedniu) – marszałek polny porucznik cesarskiej i królewskiej Armii.

## Życiorys
Urodził się we Lwowie w rodzinie mieszczańskiej. Ukończył Akademię Wojskową w Wiener Neustadt z wynikiem bardzo dobrym. Służbę wojskową rozpoczął 1 sierpnia 1872 w 9 Bukowińskim Pułk Dragonów w Tarnopolu, w stopniu porucznika. W 1874 z wynikiem celującym ukończył brygadową szkołę oficerską. W 1877 awansował na nadporucznika i objął tymczasowe dowództwo szwadronu. Pod koniec 1877 rozpoczął studia w Wojskowym Instytucie Nauczycieli Jazdy Konnej po ich zakończeniu w latach 1879–1882 był adiutantem pułku. 1 maja 1885 awansował na rotmistrza i został przydzielony do Szkoły Kadetów Kawalerii w Hranicach na stanowisko nauczyciela taktyki i organizacji wojska, a od 1888 również komendanta 1. szwadronu szkolnego. W 1892 ponownie w 9 Pułku Dragonów w Czerniowcach. Po ukończeniu kursu dla oficerów sztabowych 1 maja 1894 awansował na stopień majora.
W tym samym roku został przeniesiony do Pułku Ułanów Obrony Krajowej Nr 6 w Weis na stanowisko komendanta 1. dywizjonu. 1 maja 1897 otrzymał stopień podpułkownika. Od 1899 dowodził Pułkiem Ułanów Obrony Krajowej Nr 1 w Kołomyi. 1 maja 1900 otrzymał awans na pułkownika wraz z pułkiem przeniósł się w 1901 do Lwowa na stanowisku dowódcy pułku pozostał do 1906.
Od 1906 pełnił funkcję komendanta 14 Brygady Kawalerii w Rzeszowie. W listopadzie 1906 awansował na stopień generała majora. W 1907 został wyznaczony na stanowisko komendanta nowo utworzonej 2 Brygady Kawalerii Obrony Krajowej w Ołomuńcu. 24 stycznia 1909 objął dowództwo 21 Brygady Kawalerii we Lwowie i na tym stanowisku został kolejne 3 lata. W 1910 został mianowany na stopień marszałka polnego porucznika. 24 lutego 1912 objął dowództwo 4 Dywizji Kawalerii we Lwowie. 28 listopada 1912 odszedł na urlop zdrowotny. W marcu 1913 otrzymał nobilitację szlachecką. 1 kwietnia 1913 został przeniesiony w stan spoczynku. Zamieszkał we Lwowie, ale przed zajęciem Lwowa przez Rosjan w sierpniu 1914 ewakuował się do Wiednia, gdzie zmarł 13 czerwca 1916.

## Odznaczenia[8]
- Kawaler Orderu Korony Żelaznej III Klasy
- Kawaler Orderu Franciszka Józefa
- Odznaka za Służbę Wojskową III Klasy
- Medal Jubileuszowy Pamiątkowy dla Sił Zbrojnych i Żandarmerii
- Krzyż Jubileuszowy Wojskowy